# Riesi
Riesi – miejscowość i gmina we Włoszech, w regionie Sycylia, w prowincji Caltanissetta.
Według danych na rok 2004 gminę zamieszkiwało 11 546 osób, 174,9 os./km².